# Staphylococcaceae
Staphylococcaceae is een familie van gram-positieve bacteriën waartoe het geslacht Staphylococcus behoort, dat bekend staat om het feit dat het verscheidene medisch belangrijke ziekteverwekkers omvat. De vijf geslachten Jeotgalicoccus, Macrococcus, Nosocomiicoccus, Salinicoccus, en Staphylococcus blijken monofyletisch te zijn, terwijl het geslacht Gemella polyfyletisch blijkt te zijn. De ziekteverwekker Methicilline-resistente Staphylococcus aureus is een lid van deze familie.

## Geslachten
Geslachten in deze familie zijn onder andere:
- Abyssicoccus
- Aliicoccus
- Auricoccus
- Corticicoccus
- Jeotgalicoccus
- Macrococcus
- Nosocomiicoccus
- Salinicoccus
- Staphylococcus